# TV Nova
TV Nova – prywatna telewizja w Czechach. Uruchomiona 4 lutego 1994 roku, jako pierwsza komercyjna stacja w tym kraju. Prezesem stacji był Vladimír Železný. Właścicielem kanału jest amerykańska spółka CME. Wysokie usytuowanie nadajników oraz ich duża moc umożliwia poprawny odbiór tego kanału również w Polsce. We wschodniej części Dolnego Śląska i na Górnym Śląsku możliwy jest odbiór stacji w drugim czeskim multipleksie naziemnej telewizji cyfrowej.

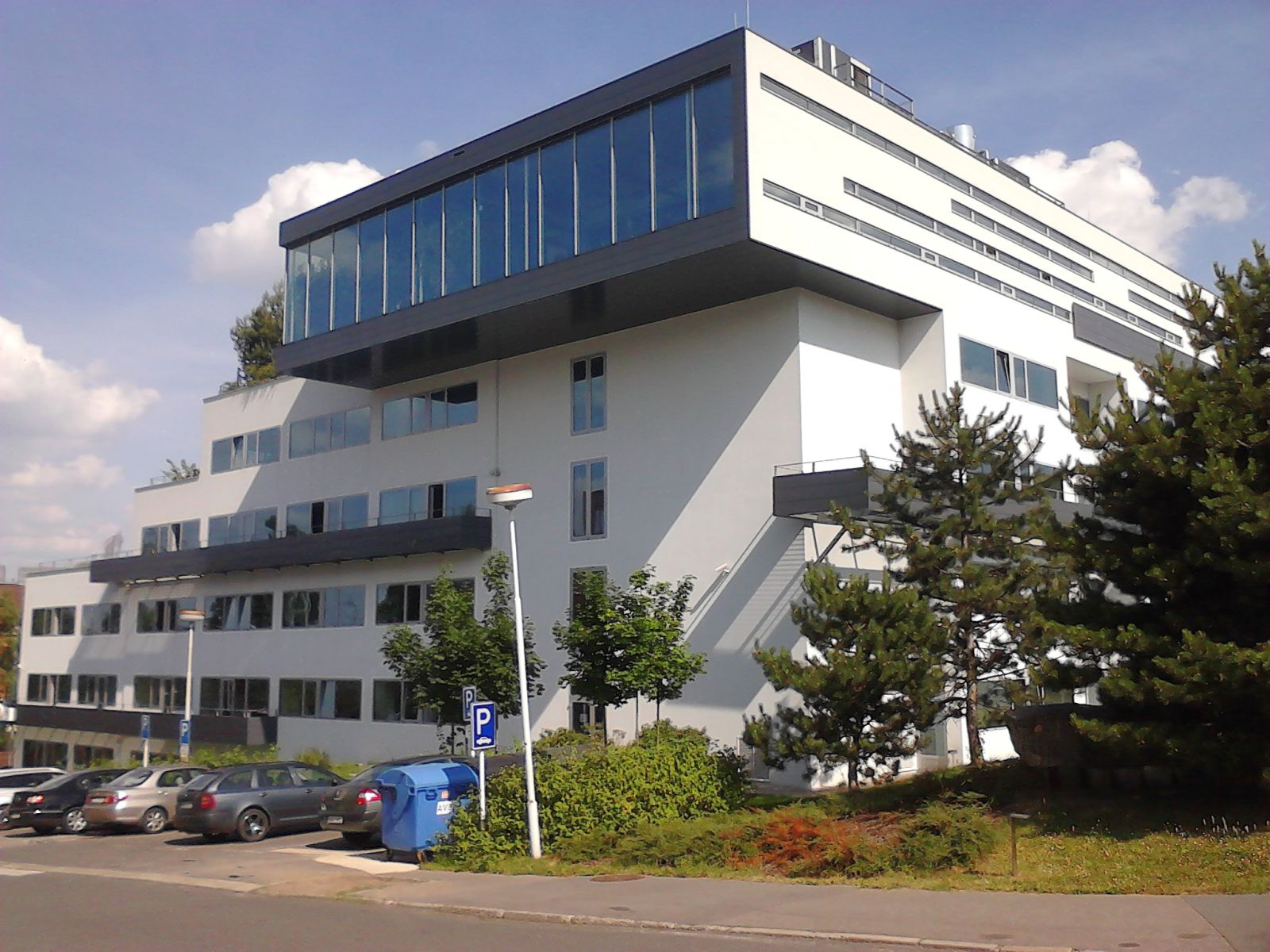

## Programy
- Česko hledá SuperStar (czeska wersja programu „Idol”)
- Česko Slovenská Superstar
- Chcete být milionářem? (czeska wersja programu „Milionerzy”)
- Dům snů
- Velký Bratr (czeska wersja programu „Big Brother”)
- Výměna manželek (czeska wersja programu „Zamiana żon”)
- X Factor